# 長昌寺 (前橋市)
長昌寺（ちょうしょうじ）は、群馬県前橋市にある曹洞宗の寺院。本尊は釈迦如来。

## 歴史
1489年（延徳元年）、長野方業の開基である。方業は厩橋城（後の前橋城）の城主であり、大洞禅師が伊香保温泉で湯治をしていることを知り、大洞禅師を城下に招いて寺を創建した。『前橋市史』は1519年（永正16年）開基という説もあるとしている。
1581年（天正9年）の火災で全焼したが北条高広（芳林）によって再興され、芳林山と号した。
江戸時代、当寺は藩主酒井氏の菩提寺ではなかったが、その家臣や御用商人が檀家となっている。檀家になった家臣の代表例として、元最上氏の家臣で、改易後に酒井忠世に召し抱えられた本城満茂などがいる。
しかし1749年（寛延2年）に酒井氏は姫路藩に転封となり、後任の松平氏も前橋城が利根川に浸食されたため、川越城に居城を移転、有力檀家の減少で次第に寺運衰微していった。1879年（明治12年）時点で、檀家は39戸に激減していた。
明治中期、新潟県出身の野中倉吉という実業家が「前橋で一番の貧乏寺を菩提寺にする」と宣言、野中家が檀家となったことで次第に復興していった。

## 文化財
前橋市指定史跡
- 本城氏の墓3基（前橋市指定史跡 昭和54年3月26日指定）[5]

## 交通アクセス
- 前橋駅より徒歩17分。

## 周辺
- 地域医療機能推進機構群馬中央病院
- 龍海院